# Двусъставно просто изречение
Двусъставно просто изречение е просто изречение с две главни части, тоест има и подлог, и сказуемо. Когато изречението не съдържа второстепенни части, то се нарича кратко, иначе се нарича разширено.
Примери за кратки двусъставни прости изречения:
- Петър излезе.
- Детето спи.

Примери за разширени двусъставни прости изречения:
- Котката мърка доволно.
- Пролетният вятър лудува.
- Яркото слънце нежно гали с лъчите си притихналото поле.